# Claude Luter
Claude Luter (Parijs, 23 juli 1923 - Poissy, 6 oktober 2006) was een Franse saxofonist (sopraansaxofoon), klarinettist en bandleider in de oldtime-jazz.
Luter speelde trompet, voordat hij overstapte op de klarinet. In 1938 ontdekte hij de New Orleans-jazz. Tijdens de bezetting speelde hij in clubs en op besloten feesten, na de oorlog werd hij een van de grotere figuren in de jazzscene in St. Germain-des-Prés in Parijs, toentertijd ook het centrum van het existentialisme. Hij maakte hij in 1946 zijn eerste opnamen met zijn trio. Twee jaar later trad hij op tijdens het jazzfestival van Nice, waar hij bevriend raakte met Louis Armstrong. In de periode erna nam hij op met verschillende Amerikaanse topmusici, zoals Willie "The Lion" Smith, Rex Stewart en Buck Clayton. In 1949 werkte Luter voor het eerst samen met Sidney Bechet. Met Bechet maakte hij veel opnames en toerde hij in 1951 in Noord-Afrika. De samenwerking duurde tot het overlijden van Bechet in 1959. Hij speelde in 1960 met Barney Bigard en leidde tot zijn dood een eigen band, waarmee hij ook wel in het buitenland speelde, bijvoorbeeld in 1970 toen hij in Los Angeles optrad ter gelegenheid van Armstrongs 70ste verjaardag. In zijn laatste jaren speelde hij regelmatig in de Parijse jazzclub 'Le Petit Journal'.
Luter overleed aan de gevolgen van complicaties na een val.

## Discografie (selectie)
- Saint Germain Dance, Kaleidoscope, 1990
- Red Hot Reeds (met Jacques Gauthé, GHB Records, 1994
- En Concert, Blue Moon Records, 2003
- Les Oignons], Intense Music, 2007
- Jazz Me Blues, Warner Brothers, 2008
- In England With Humprhey Lyttelton, Upbeat Recordings, 2010
- The Paris Session (met Barney Bigard), Warner Music, 2011